# Pfeiser Spitze
La Pfeiser Spitze est une montagne qui s’élève à 2 347 m d’altitude dans les Karwendel, en Autriche.